# Cerambyx lucidus
Cerambyx lucidus är en skalbaggsart som beskrevs av Olivier 1790. Cerambyx lucidus ingår i släktet ekbockar, och familjen långhorningar. Inga underarter finns listade.